# Hespagarista caudata
Hespagarista caudata là một loài bướm đêm thuộc họ Noctuidae. Nó được tìm thấy ở miền tây Châu Phi.